# Волтер Едмонд Клайд Тодд
Волтер Едмонд Клайд Тодд (англ. Walter Edmond Clyde Todd; 8 вересня 1874 — 25 червня 1969) — американський орнітолог. Автор описання нових таксонів птахів.

## Біографія
Навчався у Женевському коледжі у Бівер-Фоллс в штаті Пенсільванія. У 1891 році Тодд отримав посаду кур'єра в Клінтона Гарта Мерріама в Міністерстві сільського господарства США, де його першою роботою було класифікувати та каталогізувати колекцію пташиних шлунків, консервованих у спирті. У Вашингтоні він познайомився з багатьма провідними вченими, як Роберт Ріджвей.
У 1898 році Тодд направився до Музею природної історії Карнегі в Піттсбурзі, щоб збирати зразки птахів у західній Пенсільванії. Невдовзі він отримав посаду асистента в музею, і пропрацював в музеї до кінця свого трудового життя, далеко після виходу на пенсію.
Він проводив польові дослідження в Пенсільванії, а пізніше в північно-східній Канаді, згодом опублкувавши дві великі роботи: «Птахи Західної Пенсільванії» (1940) і «Птахи півострова Лабрадор і прилеглих територій» (1963), разом з описами нових таксонів і систематичними дослідженнями, заснованими на колекції неотропічних птахів Музею.